# Andrzej Kamiński (dziennikarz)
Andrzej Kamiński (ur. 30 maja 1949 w Radomiu) – polski dziennikarz i pisarz-reportażysta.

## Życiorys
Ojciec Andrzeja Kamińskiego miał gospodarstwo rolne w Stromcu a matka była nauczycielką. Ojciec zmarł w areszcie MBP w 1952, gdzie został umieszczony za działalność w Armii Krajowej w czasie II wojny światowej.
Andrzej Kamiński studiował na kierunku melioracja wodna w Szkole Głównej Gospodarstwa Wiejskiego (1968-1969), ekonomię społeczną w SGPiS (1970-1973) oraz filozofię chrześcijańską na ATK w roku 1975. Żadnej z tych uczelni nie ukończył.
Imał się różnych zajęć. Pracował jako rachmistrz w nadleśnictwie w Celestynowie (1971-1972), magazynier w fabryce EFA w Glinie (1970), instruktor w Akademickim Związku Sportowym w Warszawie (1972-1980), współwłaściciel przedsiębiorstwa krawieckiego (1980-1994), kierownik w szkole podstawowej w Celestynowie (1994-1995), dyrektor w przedsiębiorstwie Max-Mix w Tomicach (1997), kierownik produkcji w przedsiębiorstwie Kartonex W Celestynowie (1997-1998).
Pisał do tygodnika studenckiego „Politechnik” (1968-1976), „Barw” (1973-1978), „Sztandaru Młodych” (1970-1978), „Trybuny Mazowieckiej” (1968-1977), „Życia Warszawy” (1972-1979), „Sportowca” (1974-1978).
Od 1998 roku pracuje jako dziennikarz – zastępca redaktora naczelnego – w tygodniku „Linia Otwocka”. Ponadto publikuje reportaże i wywiady w „Tele Tygodniu”, „Życiu na Gorąco”, „Nasze Miasto”.
Jest założycielem i prezesem Stowarzyszenia Kultury Mazowsza, członkiem władz Otwockiego Klubu Sportowego i członkiem Stowarzyszenia Rozwoju Wsi Podbiel.

## Publikacje
- Dwudzieste urodziny sportu, 1975 (Monografia Pałacu Młodzieży w W-wie), Wyd. WZPPT Żyrardów
- Azetesiacy pod żaglami, 1978 (Zbiór reportaży o studenckim żeglarstwie), Wyd. „Sport i Turystyka”
- Stadion pełen słońca, 1980 (Wybór wierszy o sporcie znanych poetów), Wyd. „Sport i Turystyka” ISBN 83-217-2296-2.
- Piołun i maciejka, 2006 (Zbiór reportaży o ludziach z mazowieckich wsi), Wydawnictwo „Efekt” ISBN 83-88900-04-8.
- Boży uśmiech, 2007 (Zbiór felietonów), Wydawnictwo „Nowy Świat” ISBN 978-83-7386-273-9.
- Złamany hufnal-2010 (Zbiór esejów), Wydawnictwo „Adam Marszałek” ISBN 978-83-7611-740-9.
- Hulał tu wiatr, 2013 (Reportaż o Praskiej Giełdzie Spożywczej) ISBN 978-83-927391-5-9
- Niepokonani, 2015, Historia oparta na wspomnieniach m.in. ppłk. Stanisława Wasilewskiego ISBN 978-83-927391-9-7
- Wyrzut sumienia, 2015, Wydawnictwo camVERS s.c. ISBN 978-83-62011-96-4
- Taniec polityków z diabłem, 2020 ISBN 978-83-941955-0-2
- Kołbielszczyzna w kadrze, 2018 ISBN 978-83-948680-0-0
- Skazany za bezbożność - audiobook, 2022[3].
- Spisek posłów i kapłanów 2023 ISBN 978-83-948680-1-0[4]